# Selîvanivka, Bârzula
Selîvanivka (în ucraineană Селиванівка) este un sat în comuna Ananiev din raionul Bârzula, regiunea Odesa, Ucraina.

## Demografie
Componența lingvistică a localității Selîvanivka
     Ucraineană (91,89%)
     Rusă (4,05%)
     Română (3,6%)
     Alte limbi (0,45%)
Conform recensământului din 2001, majoritatea populației localității Selîvanivka era vorbitoare de ucraineană (91,89%), existând în minoritate și vorbitori de rusă (4,05%) și română (3,6%).